# Miroslav Císler
Miroslav Císler (* 28. února 1968, Plzeň, Československo) známý pod přezdívkou Prasopes je český pedagog a hudebník. Je zakládajícím členem a zpěvákem kapel Požár mlýna, Tleskač, Kníry, a aktuálně jedním ze zpěváků klatovské tanz metalové kapely Trautenberk.
Je proslulý svým energickým a humorným projevem, a výrazným hlasem.
Přezdívka Prasopes mu byla přisouzena tím, že často užíval tento výraz.

## Profesní kariéra
Je povoláním středoškolským učitelem tělocviku a občanské výchovy.

## Hudební kariéra
V roce 1989 spoluzaložil punkovou skupinu Požár mlýna, která vznikla spojením jeho předchozí kapely Smíšený pocity, a druhé kapely Chronická nevinnost. V uskupení Císler zpíval a hrál na saxofon. Kapela vydala jedno EP
„Slzy Marie Kudeříkové" a poté šest dlouhohrajících alb. Kapela ukončila činnost v roce 2003.
V roce 2000 spoluzaložil ska kapelu Tleskač, se kterou natočil tři dlouhohrající desky. Existence kapely se uzavřela v roce 2013 postupným odchodem členů.
V týmž roce následoval vznik humorné rock'n'rollové kapely Kníry. S ní vydal dvě studiová alba. 
V roce 2014 nastoupil Císler do klatovské humorné groove, resp. tanz metalové kapely Trautenberk jako náhrada za jejího zesnulého zpěváka Tomáše Paimu. V kapele vystupuje v roli zemského rady.
V roce 2019 se rozešla kapela Kníry.

## Další aktivity
V letech 2018 a 2019 uváděl na plzeňské regionální televizi ZAK glosátorský krátkometrážní pořad „Jak to vidí Prasopes", ve kterém s nadhledem komentoval aktuální dění. Celkem vzniklo 38 epizod.

## Diskografie

### s kapelou Požár Mlýna
- Pomsta mrtvých námořníků (1991)
- Točte se pardálové (1992)
- Růžová krinolína (1994)
- Pardálí slzy růžových námořníků (1998)
- Kruté krůty vs. nezkrocení krocani (1999)
- Za noci žeru led (2001)

### s kapelou Tleskač
- Ska z Česka (2004)
- Na předměstí Bory (2006)
- Never Die Songs (2011)

### s kapelou Kníry
- Knír v duši (2013)
- Plejáda gigantů (2017)

### s kapelou Trautenberk
- Himlhergotdonrvetr (2016)
- Ticho nad pekáčem (2018)
- Vzpoura kanců (2022)